# Vernet, Haute-Garonne
Vernet är en kommun i departementet Haute-Garonne i regionen Occitanien i södra Frankrike. Kommunen ligger i kantonen Auterive som tillhör arrondissementet Muret. År 2022 hade Vernet 3 294 invånare.

## Befolkningsutveckling
Antalet invånare i kommunen Vernet
Referens:INSEE